# Palazzo di San Felice

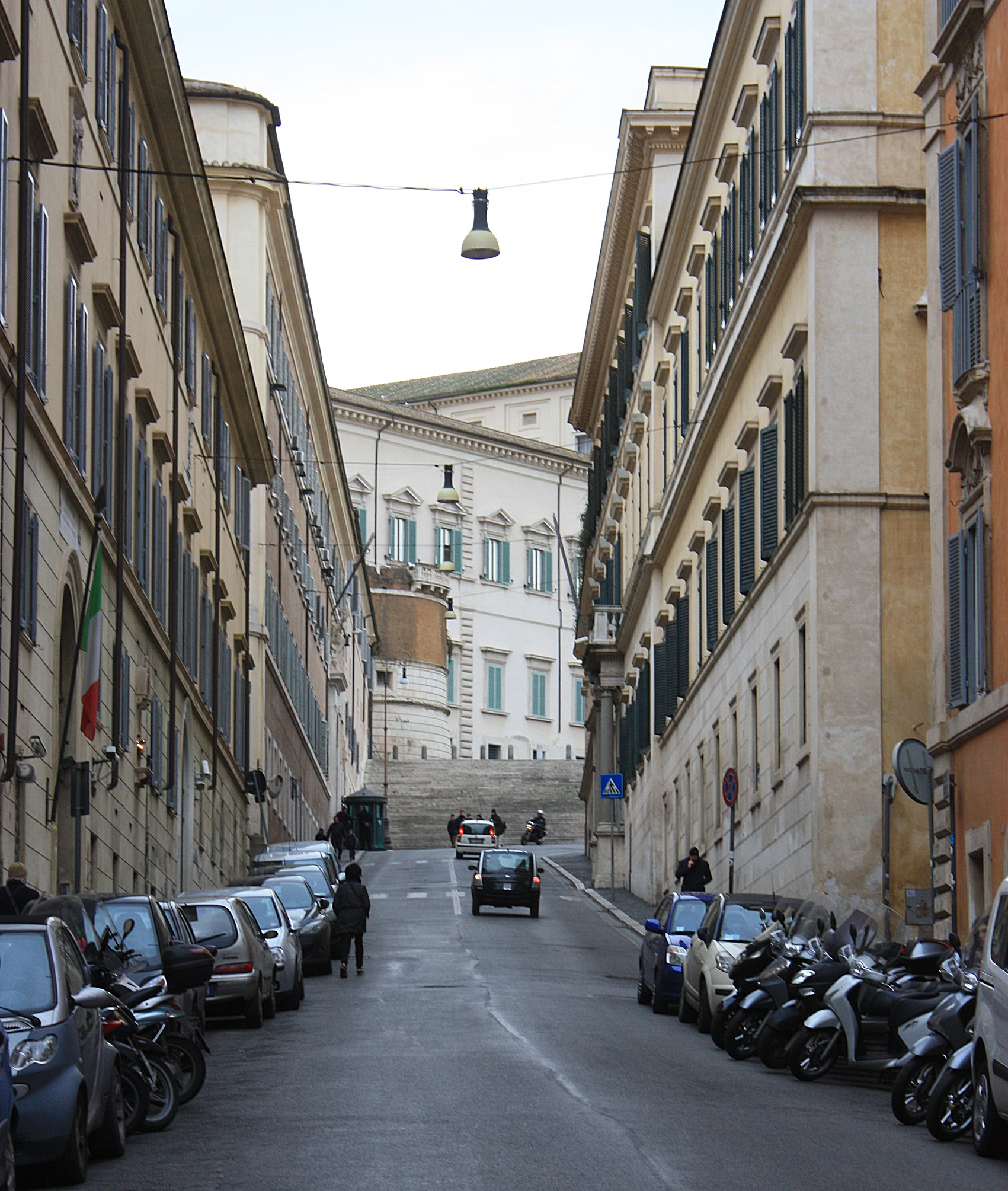
Nell'immagine di via della Dataria, il Palazzo San Felice è sulla destra. A sinistra il Palazzo della Dataria e il Palazzo della Panetteria. Sul fondo si vede il Palazzo del Quirinale e nell'angolo in basso a destra si intravede un angolo del Palazzo Testa Piccolomini.

Il Palazzo San Felice o Palazzo di San Felice è un palazzo di Roma che si trova al numero 21 di via della Dataria, nel rione Trevi.
Attualmente è una pertinenza del Palazzo del Quirinale, ma sono in corso lavori per la sua trasformazione in biblioteca.

## Storia
Il palazzo fu costruito negli anni 1860 dall'architetto Filippo Martinucci con la collaborazione del figlio Vincenzo Martinucci. L'edificio fu costruito per ordine di papa Pio IX un'occasione della riorganizzazione urbana della regione, in un'area voce si trovava un antico convento di cappuccini collegato alla chiesa di San Bonaventura.

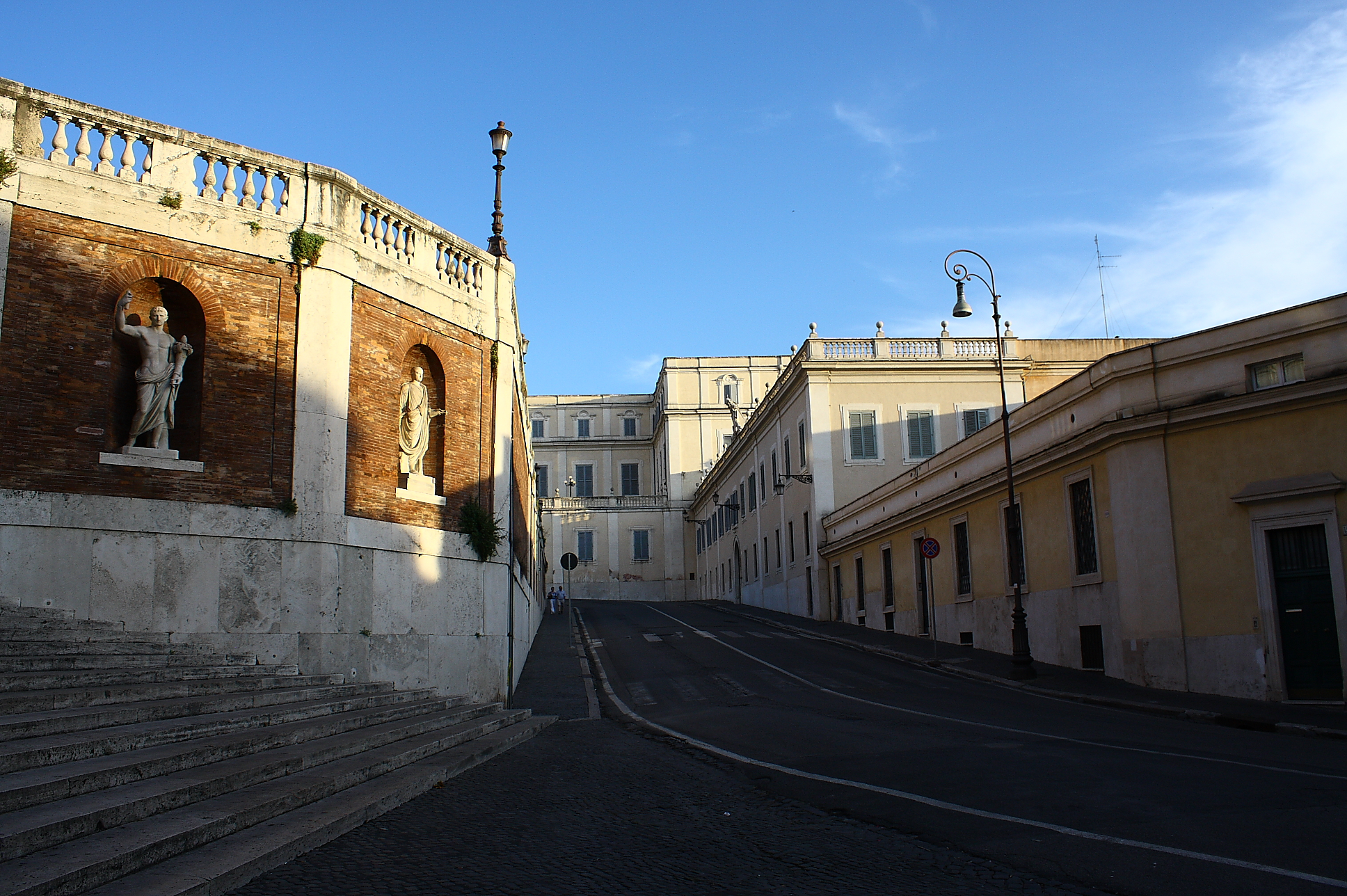
Vista del palazzo dalla Salita di Montecavallo. In fondo, le Scuderie del Quirinale.

La sua destinazione doveva essere farne una dipendenza del Palazzo del Quirinale, all'epoca residenza ufficiale del papa, come ricorda un'iscrizione sulla facciata.
Il nome è un riferimento a Felice da Cantalice, che era vissuto nel convento. L'edificio è a due piani con copertura in mattoni lisci al primo, con un bel portale ad arco affiancato da due colonne su cui poggia un balconcino al primo piano.

## San Nicola de Portiis e Sepolcro dei Semproni
Il suo ampio cortile quadrato nasconde due tesori: una piccola porzione della chiesa superiore di San Nicola de Portiis, così chiamata perché costruita, dopo il XIV secolo, sopra una più antica, del IX secolo, e i resti di una tomba romana, detta Sepolcro dei Sempronii, scoperta nel 1863 e realizzata a metà del I secolo a.C.
La facciata della tomba ha al centro una porta ad arco sormontata da un'iscrizione che ricorda i nomi dei suoi antichi proprietari: Gneo Sempronio, sua sorella Sempronia e sua madre Larcia.

## Nuova biblioteca
L’edificio ha ospitato uffici della Presidenza della Repubblica. 
Nel 2017 è stato annunciato che il palazzo avrebbe ospitato la biblioteca di archeologia e storia dell'arte già collocata a Palazzo Venezia. Si tratta di una collezione enorme e ancora in espansione, con circa 380000 volumi, tra cui incunaboli dei secoli XVI e XVII, altri 1600 manoscritti e elementi di archivio, come 100000 mappe, 3500 periodici, 20700 incisioni e fotografie, 2000 manifesti teatrali, 66000 microfilm e 400 CD-ROM. La biblioteca sarà ospitata in uno spazio di oltre 8800 m2: su cinque piani, di cui uno sotterraneo; ci sarà un'ampia sala lettura (1982 m2), uffici (1328 m2), magazzini (1374 m2), spazi tecnici (180 m2), aree espositive (275 m2), spazi esterni per eventi (470 m2), ricevimenti (191 m2), bar e ristorante (355 m2). 
Il palazzo, secondo l'accordo siglato con la presidenza, sarà sotto la responsabilità del Ministero della cultura per 25 anni.